# Hymenocallis araniflora
Hymenocallis araniflora är en amaryllisväxtart som beskrevs av Thaddeus Monroe Howard. Hymenocallis araniflora ingår i släktet Hymenocallis och familjen amaryllisväxter. Inga underarter finns listade i Catalogue of Life.